# 富山北警察署
富山北警察署（とやまきたけいさつしょ）は、かつて富山県警察が管轄した警察署。
富山県警察は「富山市内警察署再編計画」で、2020年（令和2年）11月24日に富山南警察署新庁舎（富山市蜷川）の開庁に伴い、警察署再編を実施。富山北警察署は廃止され、かつての管轄区域は富山中央警察署の管轄となった。同日から、かつての富山北署庁舎は、富山中央警察署富山北幹部交番として運用されている。

## 沿革
- 1968年（昭和43年）4月1日：旧岩瀬警察署を引き継ぐ形で、その管轄区域と和合地区の管轄区域とする富山県富山北警察署設置[7]。
- 1982年（昭和57年）4月1日：粟島1～3丁目地区を富山警察署（現・富山中央警察署）へ移管[8]。
- 2005年（平成17年）10月7日：滑川警察署が所管していた富山市水橋地区を編入[9]。
- 2020年（令和2年）11月24日：富山北警察署は廃止され、旧管轄区域は富山中央警察署に編入[3]。旧庁舎は、機動警ら係を併設した富山北幹部交番として運用されるようになった[1][2]。

## 所在地
- 富山市高畠町二丁目11番45号

## 管轄区域
- 富山市の一部（岩瀬・和合・水橋など北部）

## 交番
- 富山港交番（富山市岩瀬松原町）
- 豊田交番（富山市豊田本町一丁目）
- 和合交番（富山市四方）
- 水橋交番（富山市水橋舘町）

## 警察官駐在所
- 海岸通警察官駐在所（富山市海岸通）
- 針原警察官駐在所（富山市高島）
- 東富山警察官駐在所（富山市中田）
- 浜黒崎警察官駐在所（富山市浜黒崎）
- 上条警察官駐在所（富山市水橋石割）
- 三郷警察官駐在所（富山市水橋的場）